# ميناء رأس لانوف النفطي
ميناء رأس لانوف النفطي أحد موانئ تصدير النفط الليبية على البحر المتوسط، يبعد حوالى 375 كم غرب مدينة بنغازي ونحو 650 كيلومترا شرق مدينة طرابلس. ويبعد الميناء بمسافة حوالي ثلاثة كيلومترات من مقر الشركة في راس لانوف.
يستخدم في تصدير النفط الليبي عبر خطوط أنابيب لنقل النفط من الحقول النفطية في الجنوب. وبدأ التصدير في العام 1964.
ساحة الخزانات النفطية بميناء رأس لانوف على اليابسة بمسافة حوالي 9 تسعة كيلومترات من الشاطئ، وهناك 3 ثلاثة خطوط أنابيب نفط رئيسة وعدد (13) صهريج تخزين للنفط تبلغ سعتها (6.5) مليون برميل من النفط. وبه عدد أربعة مراسي بحرية.